# Länsväg Z 734
Länsväg Z 734 är en övrig länsväg i Bräcke och Ragunda kommuner i Jämtlands län som går mellan E14 vid byn Dalhem, nära Sundsjö och riksväg 87 vid byn Eriksberg, nära Stugun. Vägen är 36 kilometer lång, asfalterad och passerar bland annat småorterna Sundsjö och Rissna.
Vägen ansluter till:
- Europaväg 14 (vid Dalhem)
- Länsväg Z 735 (vid Torsäng)
- Länsväg Z 736 (vid Sundsjö)
- Länsväg Z 726 (vid Rissna)
- Riksväg 87 (vid Eriksberg)